# 다자이후텐만구
다자이후텐만구(일본어: 太宰府天満宮)는 일본 후쿠오카현 다자이후시에 위치하고 있는 신사이다. 919년에 창건되었으며 일본의 중요문화재로 선정되어 있다.

## 개요
다자이후텐만구는 일본의 유명한 학자인 스가와라노 미치자네를 학문의 신으로 모시는 곳이다. 일본 국내에서는 매년 합격이나 학업 성취를 기원하는 참배객이 많이 모이는 곳으로 유명하다. 경내에는 다양한 꽃이 피는데 특히 매화인 ‘도비우메’는 다른 매화보다 먼저 피는 것으로 유명하다. 또한 이곳 명물로 ‘우메가에 모치’라는 떡이 있는데 이 떡을 먹으면 병마를 물리치고 정신이 맑아진다고 한다.

## 같이 보기
- 고묘젠지
- 간제온지
- 규슈 국립박물관